# Nikolaus Harnoncourt
Nikolaus Harnoncourt, właśc. Johann Nicolaus hrabia de la Fontaine und d’Harnoncourt-Unverzagt (ur. 6 grudnia 1929 w Berlinie, zm. 5 marca 2016 w St. Georgen im Attergau) – austriacki dyrygent specjalizujący się w wykonawstwie muzyki dawnej, przedstawiciel autentyzmu, wiolonczelista, gambista, także autor książek o muzyce.

## Życiorys
Pochodził z arystokratycznej rodziny (po kądzieli przez arcyksięcia Jana był potomkiem cesarzowej Marii Teresy). Dzieciństwo spędził w Grazu, a wykształcenie muzyczne otrzymał w Wiedniu. Był wiolonczelistą w Wiedeńskiej Orkiestrze Symfonicznej (1952-1969). W 1953 roku założył zespół muzyki barokowej Concentus Musicus Wien wykonujący muzykę przedklasycystyczną na oryginalnych instrumentach z epoki lub ich kopiach. Oprócz kierownictwa artystycznego i dyrygentury, grał w tym zespole na wiolonczeli i violi da gamba. Po kilku latach intensywnej pracy zespół zadebiutował w 1957 r., wywołując sensację swoim nowatorskim podejściem do dawnej muzyki.
Jako dyrygent operowy debiutował w 1971 r. w Powrocie Ulissesa do ojczyzny Claudio Monteverdiego.
W latach 1971–1990 razem z Gustavem Leonhardtem zarejestrował wszystkie kantaty Johanna Sebastiana Bacha. Współpracował także z innymi europejskimi orkiestrami, m.in. z Orkiestrą Concertgebouw w Amsterdamie.
W grudniu 2015 r. wycofał się z czynnej działalności jako dyrygent.
Jest też autorem książek, m.in. Muzyka mową dźwięków, Warszawa 1995; Dialog muzyczny, Warszawa 2011.
Jego brat Philipp Harnoncourt (1931-2020), wraz z którym był ministrantem w katedrze w Grazu, był księdzem i teologiem katolickim.

## Repertuar
Purcell, Vivaldi, Bach, Händel, Monteverdi, Rameau, Mozart, Schubert, Beethoven, Wagner, Verdi, Offenbach, Brahms, Dvořák, Bruckner, Berg, Bartók.

## Nagrody
- Nagroda Fundacji Muzycznej Léonie Sonning (1993)
- Nagroda Grammy (2001)
- Order Pour le Mérite (2001)[3]
- Nagroda Kioto (2005)[4]
- Lipski medal bachowski (2007)
- Odznaka Honorowa za Naukę i Sztukę (2008)[5]